# 河西洋介
河西 洋介（かさい ようすけ、1991年8月29日 - ）は、YONCE（ヨンス）の芸名で知られる日本の男性歌手である。2013年からロックバンド・Suchmosのボーカリストを務めている。神奈川県茅ヶ崎市出身・在住。身長185cm、血液型はA型。

## 経歴

### OLD JOE
一回り年上の姉がモダン・バレエを習っていた影響で、3歳の時にバレエを始める。姉が聴いていたMISIAやTLCなど当時流行っていたR&Bを聴いて歌い踊り、歌の面白さを知った。初めて行ったコンサートは小学5年生のとき、母親に連れられて行った松任谷由実の「SHANGRILA」だった。茅ヶ崎市立梅田中学校1年生の時、ホームステイ先のニュージーランドでマルーン5の音楽と出会い、バンド音楽の面白さに目覚める。日本に戻ると自分もギターやバンドをやりたいと思い、親に相談したところ、バーを経営する音楽好きの叔父を紹介され、その叔父からアコースティックギターとエリック・クラプトン、ローリング・ストーンズのアルバム、そしてニルヴァーナのアルバム『イン・ユーテロ』をプレゼントされた。特にニルヴァーナに衝撃を受け、バンドマンを志すようになる。高校では軽音部に入り、ニルヴァーナをコピーし、その後、THEE MICHELLE GUN ELEPHANTやBLANKEY JET CITYなどのガレージロックに熱中。高校2年生のときに横浜の高校を退学。(その後、町田市にある通信制高校を卒業）17歳の時に、たまり場にしていた藤沢市のライブハウス(Club Top's藤沢、現GIGS SHONAN FUJISAWA）で知り合った大内岳、真田徹、亀山拳四朗と共にロックバンド「OLD JOE」を結成、ボーカルを務める。7年間の活動の末、2015年7月31日に解散。

### Suchmos
OLD JOE結成と同じ頃、別のバンドを組んでいたKCEEと出会う。やがてKCEEとOKの家に遊びに行くようになり、TAIKING、HSU、TAIHEIとも交流を深めていく。2013年、HSUから「新しいバンドを始めるから、ボーカルやってくんないか？」と誘われ、何曲か彼らの曲を試聴。その中には、「Miree」と「GIRL(feat.呂布)」の原型になったものも含まれていた。OLD JOEでやっていたシンプルなロックンロールとは違うネオ・ソウルやブラックミュージックの影響を感じさせる曲に惹かれ、今まで自分が表現したことのなかった音楽をやることに興味を持ち、加入を決意。2015年のOLD JOEの解散を機に、Suchmosでの活動に専念することとなった。

### ソロでの活動

#### 音楽
2016年、冨田ラボのオリジナル・アルバム「SUPERFINE」の収録曲「Radio体操ガール feat.YONCE」に参加。アルバムに先駆けて、「Radio体操ガール feat.YONCE / 雪の街 feat.安部勇磨」として配信発売された。同年10月、セレクトショップBEAMSが創業40周年を記念して制作したミュージック・ビデオ「TOKYO CULTURE STORY 今夜はブギー・バック（smooth rap）」に参加。スチャダラパーfeaturing小沢健二の「今夜はブギー・バック (smooth rap)」を総勢17組のアーティストがメドレー形式で歌いながら東京のファッション史を紹介するビデオである。
2017年1月、［Alexandros］がVJを務める音楽番組『Welcome! [Alexandros]』（スペースシャワーTV）に4週にわたって出演。[Alexandros]の楽曲「Feel like」と、WINOの楽曲「Loaded」の2曲をセッションした。
2018年3月17日、音楽プロデューサー武部聡志が企画立案したイベント「PERFECT ONE presents SONGS & FRIENDS」に出演。名盤と言われるアルバムの魅力を改めて知り、その良さを次の世代につなげていくという趣旨のイベントで、第1回目となるこの公演では荒井由実と彼女の1stアルバム『ひこうき雲』が選ばれた。YONCEは、「返事はいらない」をカバーした。この模様は同年5月にWOWOWで放送された。

#### その他
2018年、adidasによる2018 FIFAワールドカップ及びストリートサッカーの世界大会TANGO LEAGUE FINALを記念した映像「CREATIVITY IS THE ANSWER（答えはひとつ、じゃない。）」に出演。同映像には、リオネル・メッシ、デビッド・ベッカム、ファレル・ウィリアムス、エイサップ・ファーグ゙をはじめとした、50名を超える世界各国のアスリートやクリエイターが出演しており、日本からはYONCEと香川真司が参加している。

## 人物・特徴
ライブやミュージックビデオでは、adidasのトラックトップをよく着ている。オアシスやアンダーワールドなどイギリスのミュージシャンがアディダスのアイテムを身に着けていたのを見て、何か良いものはないかと思っていたところ、HSUが黒色のATPを着ていたのを見て、着始めた。ファッション面で影響を受けた人物は、ジョー・ストラマー、ジョニー・デップ、カート・コバーン、そしてファッションフリークな姉である。タバコを吸っている。好きなサッカー選手は元イングランド代表のスティーブン・ジェラード。そして、プレミアリーグのリヴァプールFCの大のファンであることを公言している。ライブのアンコールの際には、リヴァプールFCのユニフォームを着用し歌うことも多い。

## 作品

### 参加作品
| 年     | アーティスト                                              | 作品                                                  | 備考                                                                                            |
| ------ | --------------------------------------------------------- | ----------------------------------------------------- | ----------------------------------------------------------------------------------------------- |
| 2016年 | 冨田ラボ                                                  | Radio体操ガール feat.YONCE                            | アルバム「SUPERFINE」収録。                                                                     |
| 2016年 |                                                           | TOKYO CULTURE STORY 今夜はブギー・バック (smooth rap) | BEAMS40周年記念プロジェクト。                                                                   |
| 2022年 | Mirage Collective                                         | Mirage                                                |                                                                                                 |
| 2023年 | THE STREET SLIDERS On the Street Again -Tribute & Origin- | 愛の痛手が一晩中                                      | ストリート・スライダーズのデビュー40周年記念トリビュートアルバム。Disk1のトリビュート盤に収録。 |

## メディア出演

### ラジオ
- MUSIC FREAKS（FM802、2016年10月2日 - 2017年9月17日）

### コマーシャル
- CREATIVITY IS THE ANSWER（答えはひとつ、じゃない。）（adidas、2018年）